# منطقة برية عالية التنوع البيولوجي
منطقة برية عالية التنوع البيولوجي (HBWA) عبارة عن تفصيل لتصنيف المناطق المحمية من الاتحاد الدولي لحفظ الطبيعة لمنطقة برية (الفئة ب)، والتي تحدد خمس مناطق برية شاسعة ذات مستويات كثيفة وهامة بشكل خاص من التنوع البيولوجي. كان التصنيف الفرعي مبادرة من Conservation International (CI) في عام 2003 لتحديد المناطق التي ظل فيها ما لا يقل عن 70 في المائة من الغطاء النباتي الأصلي سليمًا لضمان حماية هذه المناطق وعدم تحولها إلى نقاط ساخنة للتنوع البيولوجي. حاليًا المناطق المدرجة على أنها HBWAs هي:
- حوض الأمازون، البرازيل
- حوض الكونغو ، جمهورية الكونغو الديمقراطية
- غينيا الجديدة وإندونيسيا وبابوا غينيا الجديدة
- صحارى أمريكا الشمالية وجنوب غرب الولايات المتحدة والمكسيك
- غابات وسافانا ميومبو موبان  [لغات أخرى]‏، زامبيا

## روابط خارجية
- AZ من مناطق أهمية التنوع البيولوجي: مناطق برية عالية التنوع
- الموقع الرسمي الدولي للحفظ
- PNAS: التنوع البيولوجي في البرية والحفظ